# Çò des de Socasau
Çò des de Socasau és un edifici de Begòs al municipi d'Es Bòrdes inclòs en l'Inventari del Patrimoni Arquitectònic de Catalunya.

## Descripció
És un casal amb un cert aire de fortificació, amb torres quadrades de cobertes punxegudes, finestres treballades amb escuts i voladissos, mig castell, fortalesa i casa senyorial, hom el considera com un dels edificis civils més importants de la Val. La casa de secció rectangular s'assenta en un fort desnivell del vessant, de manera que la façana principal, paral·lela a la «Capièra» i orientada a migdia, presenta quatre línies d'obertures, mentre que la septentrional només té un nivell. Adossada a l'angle sud-oest sobresurt una torre que culmina un prisma amb teulada piramidal. La coberta d'encavallades de fusta suporta un «losat» de pissarra, de dos vessants amb dos nivells de «lucanes», amb la pala de migjorn aixoplugant una balconada, i «treaigües» en els «penalèrs» amb sengles «humenèges» i «trapes». Del centre de la teulada emergeix una monumental torre que pren com a referència el cloquer de l'església parroquial amb la punxa del prisma coronada per un floró.

## Història
Sobre la construcció d'aquesta casa es conten llegendes. Els germans Socasau foren a Cuba i quan van tornar, Tomàs Socasau fou nomenat comandant de cavalleria a Saragossa i Federic (o Miquel) Socasau va esdevenir general d'infanteria a Madrid després d'exercir al Marroc (Mont Arruit). El general l'acompanyà el rei Alfons XIII visitava a la Val  l'any1924, d'aquí va obtenir  la promesa formal de la construcció del túnel de Vielha.